# Acanthops
Acanthops é um género da subfamília Acanthopinae da família Acanthopidae, que contém 19 espécies que podem ser encontradas na América do Sul.